# Carolina Beatriz Ângelo

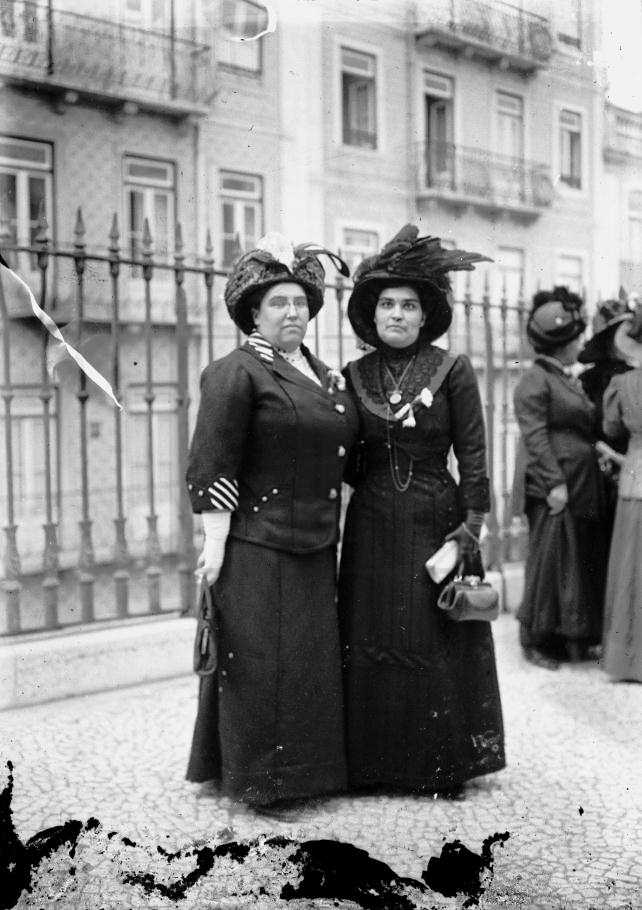
Carolina Beatriz Ângelo (rechts) am Wahltag, in Begleitung von Ana de Castro Osorio, Präsidentin der portugiesischen Frauenwahlrechtsbewegung

Carolina Beatriz Ângelo (* 16. April 1877 oder 1878 in São Vicente, Guarda, Portugal; † 3. Oktober 1911 in Lissabon) war eine portugiesische Ärztin und Frauenrechtlerin. Ângelo war die erste portugiesische Frau, die sich ihr Wahlrecht erstritt und somit als erste portugiesischen Frau anlässlich der Wahlen zur verfassungsgebenden Versammlung von 1911 wählen durfte.

## Leben

### Ausbildung und Heirat
Carolina Beatriz Ângelo wurde am 16. April 1878 (oder 1877 nach anderen Quellen) als eines von vier Kindern in der Gemeinde São Vicente der innerportugiesischen Stadt Guarda geboren. Sie war Tochter von Viriato António Ângelo und Emília Barreto Ângelo. In Guarda absolvierte sie auch ihre Schulausbildung. Mit dem Wunsch Ärztin zu werden, zog Ângelo nach Lissabon, wo sie die polytechnische Hochschule für chirurgische Medizin besuchte. Ihr Medizinstudium schloss Ângelo 1902 ab. Nach ihrem Abschluss begann sie als eine der ersten weiblichen Ärztinnen als Chirurgin im Hospital São José zu arbeiten, später spezialisierte sie sich auf Gynäkologie.
Noch im Jahr ihres Abschlusses heiratete Ângelo ihren Cousin Januário Barreto, ein bekennender republikanischer Aktivist und ebenfalls Arzt. Beide bekamen ein Jahr später, 1903, eine Tochter, die sie Maria Emília Ângelo Barreto tauften. Ihr Mann Januário starb bereits 1910.

### Engagement in Frauenbewegungen

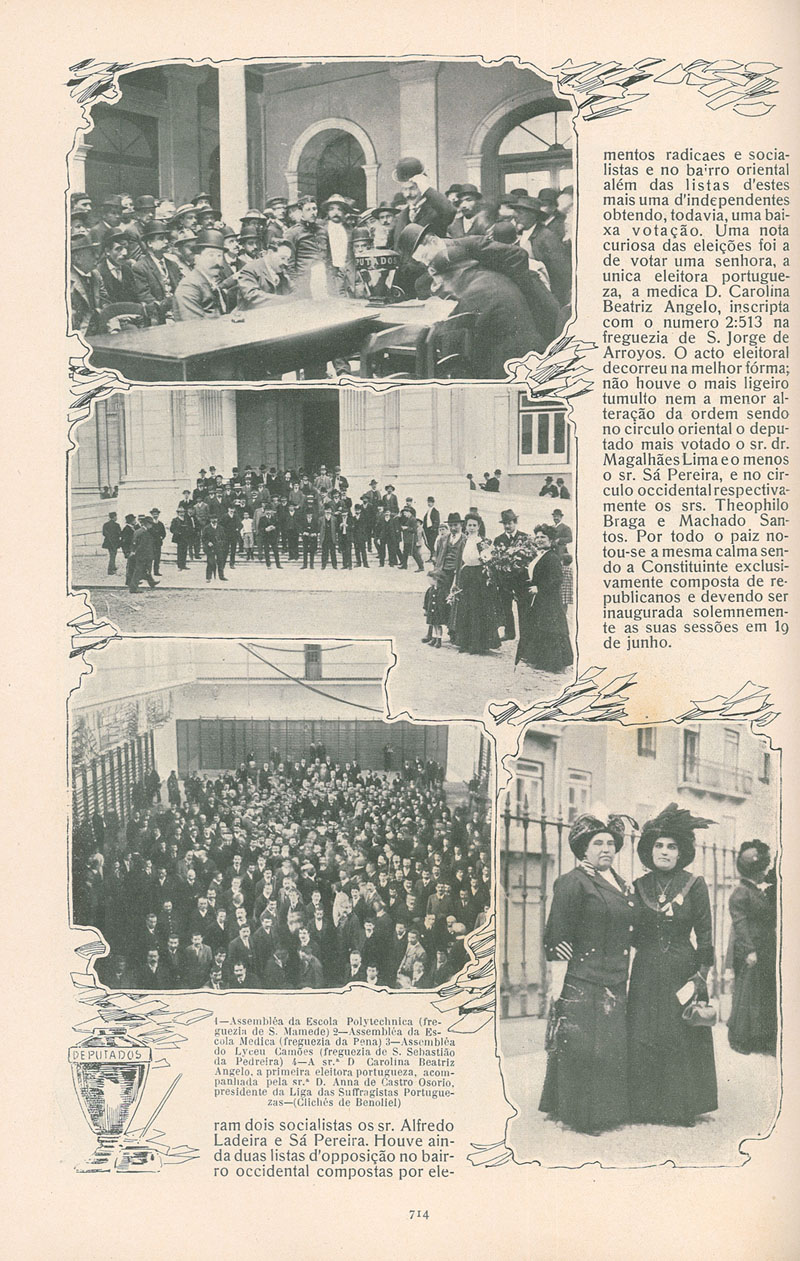
Auszug aus der portugiesischen Tageszeitung O Século mit einem Bericht zur Wahl der Verfassungsgebenden Versammlung in Portugal. Zitat: „Ein bemerkenswerter Aspekt dieser Wahlen war, dass eine Frau wählte[;] die einzige portugiesische Wählerin, die Ärztin Carolina Beatriz Ângelo, eingeschrieben mit der Nummer 2:513 in der Gemeinde S. Jorge de Arroyos“.

1906 begann Ângelo sich gemeinsam mit anderen Ärztinnen politisch in Frauenbewegungen zu engagieren, die sich für eine Einführung der Republik und insbesondere eines Wahlrechts für Frauen einsetzten. Bis dahin durften laut portugiesischem Gesetz nur „portugiesische Bürger mit mehr als 21 Jahren, die lesen und schreiben können, sowie Familienoberhäupter sind“ an Wahlen teilnehmen.
Zunächst wurde Ângelo Mitglied in der portugiesischen Sektion der französischen Organisations La Paix et le Désarmement par les Femmes, wo sie die Aufgabe einer Beisitzerin im Vorstand übernahm. Mit mehreren Kolleginnen, Mitstreiterinnen und Freundinnen – namentlich Adelaide Cabete, Domitila de Carvalho, Emília Patacho, Maria do Carmo Lopes – organisierte sich Ângelo, um zu diskutieren welche Organisationsform und Strategie für ihre Ziele am besten geeignet seien. 1907/08 arbeitete die Gruppe in der Grupo Português de Estudos Feministas, später zogen sie zur im August 1908 gegründeten Liga Republicana das Mulheres Portuguesas.
In der Liga Republicana engagierte sich Ângelo fortan intensiv und war auch auf nationaler Ebene für die Liga tätig, zunächst (ab Februar 1909) als Beisitzerin im Vorstand, später als stellvertretende Vorsitzende (jeweils September 1910 und Januar 1911 gewählt). Zunehmend zeigte sich Ângelo allerdings unzufrieden mit der Ausrichtung der Liga Republicana, die sich für die Frauen im Allgemeinen, aber nicht für das Wahlrecht im Besonderen einsetzte. Aufgrund dessen trat sie im April 1911 von ihrem Amt als stellvertretende Vorsitzende zurück und gründete im Mai mit ihrer Mitstreiterin Ana de Castro Osório die Associação de Propaganda Feminista. Diese gilt bis heute als erste portugiesische Frauenwahlrechtsorganisation.

### Wahlen zur Verfassungsgebenden Versammlung 1911
Mit der Ausrufung der Republik 1910 sah Ângelo ihre Chance gekommen wählen zu können. Sie beantragte bei der Wahlkommission des zweiten Wahlbezirks Lissabons in das Wählerregister aufgenommen zu werden, da sie Witwe und mit ihrer Tochter Familienoberhaupt sei, mehr als 21 Jahre alt sei und studiert habe. Grammatikalisch war dies auch durchaus möglich, da in der portugiesischen Sprache Wörter im maskulin Plural sowohl Männer wie Frauen umfassen.
Die Wahlkommission lehnte den Antrag Ângelos zunächst ab, wohingegen sie wiederum Berufung vor dem Gericht (Tribunal da Boa-Hora) einlegte. Am 28. April 1911 entschied der Richter João Baptista de Castro, dass ein Ausschluss einer Frau aus dem Wählerregister allein aufgrund ihres Geschlechts absurd und nicht den Idealen der Demokratie und Gerechtigkeit entspräche, wie sie von der Republikanischen Partei zur Revolution propagiert worden seien. Aufgrund dessen sei die Antragsstellerin in das Wählerregister aufzunehmen.
So kam es dazu, dass Carolina Beatriz Ângelo einen Monat später, am 28. Mai 1911, als erste portugiesische Frau überhaupt an den Wahlen zur verfassungsgebenden Versammlung (Assembleia Constituinte) teilnehmen durfte. Sie wählte auch tatsächlich im Wahllokal von Arroios im „Clube Estefânia“, wobei es sogar zu einem Zwischenfall kam, da der Wahlvorsteher des Wahllokals zunächst – trotz ihres Eintrags im Wählerregister – ihre Stimme nicht annehmen wollte. Der historische Akt erregte sehr viele Aufmerksamkeit der Presse, zahlreiche Zeitungen berichteten über den Wahlakt Ângelos. Niemals zuvor hatten so viele portugiesische Zeitungen über eine Feministin und Frauenrechtlerin berichtet. In diesem Zusammenhang entstand auch das Porträt von ihr und ihrer Freundin und Mitstreiterin Ana de Castro Osório, fotografiert von Joshua Benoliel (siehe oben rechts).

### Tod
Im Juli und August des gleichen Jahres klagte Ângelo über konstante Müdigkeit aufgrund vieler Arbeit und der zahlreichen Diskussionen im Laufe des Jahres. Am 3. Oktober 1911 starb Ângelo im Alter von 34 Jahren an einem Herzinfarkt und hinterließ ihre achtjährige Tochter als Waise. Ângelo wurde auf dem Cemitério dos Prazeres begraben.

## Auswirkungen
Das – auch wenn eingeschränkte und nur unter speziellen Bedingungen zu erlangende – Wahlrecht für Frauen blieb nicht lange bestehen, bereits ab 1913 wurde das Wahlgesetz derart verändert, dass ausschließlich portugiesische Bürger männlichen Geschlechtes wählen durften. Erst ab 1931, unter der Diktatur Salazars, gab es wieder ein eingeschränktes Wahlrecht für Frauen, die jedoch mindestens die Oberschule besucht haben mussten, im Gegensatz zu männlichen Portugiesen die lediglich lesen und schreiben können mussten. Ein volles Wahlrecht für Frauen in Portugal wurde erst nach der Nelkenrevolution am 25. April 1974 beschlossen.

## Ehrungen
Es gibt in Portugal nur wenige Ehrungen für Ângelo, unter anderem eine Straße und eine Grundschule in ihrer Geburtsstadt Guarda, sowie ein nach ihr benanntes Krankenhaus in der Lissabonner Vorstadt Loures.